# Clerodendrum volubile
Clerodendrum volubile là một loài thực vật có hoa trong họ Hoa môi. Loài này được P.Beauv. mô tả khoa học đầu tiên năm 1806.